# Russische Badmintonmeisterschaft 2018
Die Russische Badmintonmeisterschaft 2018 fand vom 10. bis zum 14. Oktober 2018 in Ramenskoje statt.

## Sieger und Platzierte
| Disziplin    | Gold                              | Silber                                | Bronze                                    |
| ------------ | --------------------------------- | ------------------------------------- | ----------------------------------------- |
| Herreneinzel | Sergey Sirant                     | Georgii Karpov                        | Vladimir Malkov                           |
| Herreneinzel | Sergey Sirant                     | Georgii Karpov                        | Stanislav Pukhov                          |
| Dameneinzel  | Evgeniya Kosetskaya               | Anastasia Semenova                    | Natalia Perminova                         |
| Dameneinzel  | Evgeniya Kosetskaya               | Anastasia Semenova                    | Elena Komendrovskaja                      |
| Herrendoppel | Vitaliy Durkin Nikolai Ukk        | Konstantin Abramov Alexandr Zinchenko | Denis Grachev Pavel Kotsarenko            |
| Herrendoppel | Vitaliy Durkin Nikolai Ukk        | Konstantin Abramov Alexandr Zinchenko | Andrey Parakhodin Nikita Khakimov         |
| Damendoppel  | Evgeniya Kosetskaya Irina Khlebko | Viktoriia Vorobeva Olga Morozova      | Elena Komendrovskaja Maria Shegurova      |
| Damendoppel  | Evgeniya Kosetskaya Irina Khlebko | Viktoriia Vorobeva Olga Morozova      | Anastasia Semenova Anastasiia Shapovalova |
| Mixed        | Rodion Alimov Alina Davletova     | Evgeny Dremin Evgenija Dimova         | Vitaliy Durkin Anastasiia Shapovalova     |
| Mixed        | Rodion Alimov Alina Davletova     | Evgeny Dremin Evgenija Dimova         | Denis Grachev Ekaterina Bolotova          |